# Sirpa Lane
Sirpa Lane, geboren als Sirpa Salo (Turku, 1952 - Formentera, 1999) was een Fins actrice.

## Levensloop en carrière
Lane begon haar filmcarrière in 1974 in de film Fluff. In datzelfde jaar speelde ze in Charlotte van Roger Vadim. In de jaren hierna speelde ze in de erotische films  La Bête  (1975) en Nazi Love Camp 27 (1977). In 1978 speelde ze de hoofdrol in een film van Joe D'Amato (Papaya, Love Goddess of the Cannibals). Van 1977 tot 1983 speelde ze uitsluitend in Italiaanse films van het genre commedia sexy all'italiana. Lane overleed in 1999 aan de gevolgen van aids.

## Filmografie
- Fluff (1974) - ?
- La jeune fille assassinée (aka The Assassinated Young Girl and Charlotte) (1974) - Charlotte Marley
- La Bête (aka The Beast) (1975) - Romilda de l'Esperance
- Nazi Love Camp 27 (aka La svastica nel ventre) (1977) - Hannah Meyer
- Malabestia (1978) - Ursula Drupp (als Syrpa Lane)
- Papaya, Love Goddess of the Cannibals (1978) - Sara
- La bestia nello spazio (aka Beast in Space) (1980) - Lt. Sondra Richardson (als Shirpa Lane)
- Trois filles dans le vent (1981) - Zichzelf
- The Secret Nights of Lucrezia Borgia (aka Le notti segrete di Lucrezia Borgia) (1982) - Lucrezia Borgia
- Exciting Love Girls (aka Giochi carnali) (1983) - Daniara